# Пещеры Джейта
Пещеры Джейта (араб. مغارة جعيتا‎) — комплекс из двух пещер в ливанском городе Джейта в 20 километрах к северу от Бейрута.
В 1836 году Уильямом Томсоном была открыта верхняя пещера, а ливанскими спелеологами в 1958 году была открыта нижняя пещера. Протяженность Верхней пещеры составляет 2200 метров, но для туристов открыта лишь её часть, имеющая длину в 750 метров. В Верхней пещере имеется три зала, каждый из которых уходит в высоту на 100 метров и больше. Здесь имеются уникальные подземные водоемы, очень красивые расщелины, различные сталагмиты и сталактиты. Протяженность Нижней пещеры значительно больше Верхней и равна 6900 метрам.